# Janette Rauch

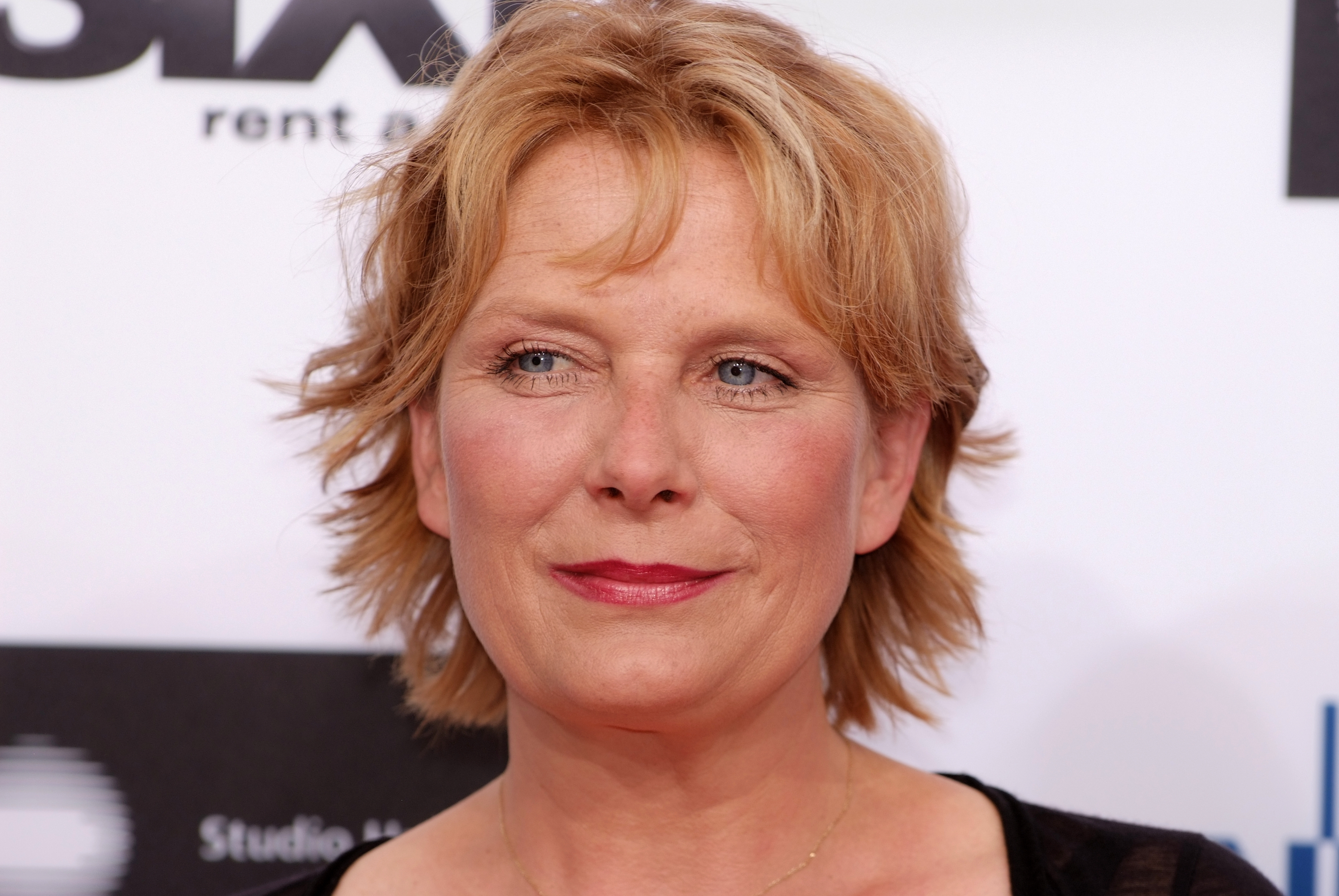
Janette Rauch auf dem roten Teppich zum Studio Hamburg Nachwuchspreis 2012

Janette Rauch (* 16. März 1962 in Winterthur) ist eine schweizerisch-deutsche Schauspielerin, Rezitatorin und Theaterpädagogin.

## Leben
Janette Rauch ist als Tochter eines Schweizers in Berlin aufgewachsen. Sie gehörte zur Urbesetzung des Musicals Linie 1 am Berliner Grips-Theater. Die Hauptrolle als Mädchen spielte sie bis 1989. Seitdem spielt und spielte Janette Rauch in zahlreichen deutschen Kino- und Fernsehfilmen und Serien mit.
Einem größeren Publikum bekannt wurde sie durch ihre Rolle der „Schwester Christine“ in Bei mir liegen Sie richtig und ihre Rolle in der ZDF-Serie Zwei alte Hasen. In einigen Filmen von Hape Kerkeling war sie an dessen Seite zu sehen. Ab dem 6. November 2006 spielte sie in der Telenovela Rote Rosen; sie übernahm nach dem Ausscheiden von Angela Roy in Folge 214 auch die weibliche Hauptrolle als Gärtnerin Alice Albers.
Von 2011 bis 2018 gehörte sie zum festen Team der ZDF-Vorabendserie Notruf Hafenkante.
Seit einigen Jahren geht sie mit ihrem Herzensprojekt Märchen-Kosmos auf Tournee. Eine Lesung von Märchen aus verschiedenen Ländern für Erwachsene mit Musikbegleitung.
Rauch engagiert sich unter anderem als Gründungsmitglied der Initiative „MeToo Germany“, die sich mit dem Kampf gegen sexualisierte Gewalt und Machtmissbrauch beschäftigt.
Ein weiteres Projekt ist die Theaterpädagogik. Rauch hat das Projekt zusammen mit Klaus Naeve unter dem Motto „Wecken, was in mir steckt“ speziell für Jugendliche ins Leben gerufen. Dazu machte sie von 2020 bis 2022 eine Ausbildung zur Theaterpädagogin.
Janette Rauch lebt seit vielen Jahren in Hamburg.

## Soziales Engagement
Janette Rauch engagiert sich unter anderem als Botschafterin des Bremer Kindertages. Bis 2010 war sie Schirmherrin des Kinderhospizes Löwenherz in Syke bei Bremen.
Außerdem unterstützt sie als Mitglied das gemeinnützige Paul Klinger Künstlersozialwerk e. V., das sich für Künstlerinnen und Künstler aller Gewerke einsetzt.

## Theater
1985–1989: Berliner Grips-Theater

## Filmografie (Auswahl)
- 1986: Reschkes großer Dreh (TV Mini-Serie)
- 1987: Sierra Leone
- 1988: Schlaflose Nächte
- 1988: Schafe in Wales
- 1989: Hals über Kopf – Der Grenzfall
- 1990: Bei mir liegen Sie richtig
- 1990–1993: Vera und Babs (26 Folgen)
- 1990: Liebesgeschichten
- 1990: Das Haus am Watt
- 1991: Die Kaltenbach-Papiere – Sharon
- 1991: Der Strohmann
- 1992: Tücken des Alltags (Fernsehserie)
- 1992: Happy Holiday – Gemeinsam wider Willen
- 1992: Der Fotograf oder Das Auge Gottes (Fernsehserie)
- 1992: Das Kollier (Náhrdelník, 7 Folgen)
- 1993: Glückliche Reise – Namibia (Fernsehreihe)
- 1993: Hecht & Haie (Fernsehserie) – Geisterbahn
- 1994: Der Fahnder – Liebestod
- 1994: Doppelter Einsatz – Zahltag
- 1994: Zwei alte Hasen (12 Folgen)
- 1994–1997: Faust
- 1995: Ein Fall für zwei – Mordsfreunde
- 1995: Stubbe – Von Fall zu Fall – Stubbes Erbschaft
- 1995: Freundschaft mit Herz (Fernsehserie)
- 1995: Das Traumschiff – Tasmanien
- 1996: Ein starkes Team – Mörderisches Wiedersehen
- 1996: Im Namen des Gesetzes – Das Heim
- 1996: Die Geliebte (Fernsehserie)
- 1996: Willi und die Windzors
- 1996: Tod im Paradies
- 1996: Mensch, Pia! (10 Folgen)
- 1997: Solo für Sudmann – Looping
- 1997: Die Drei – Das Leben der Cora Herrlich
- 1997: Alarm für Cobra 11 – Die Autobahnpolizei – Kindersorgen
- 1997: Teneriffa – Tag der Rache
- 1997: Balko – Deine Augen im Gefrierfach
- 1997: Kommissar Schimpanski (Fernsehserie) – Sesam öffne dich
- 1997: Frauen morden leichter
- 1997–1999: Gegen den Wind (15 Folgen)
- 1998: In aller Freundschaft – Kindersorgen
- 1998: Die Oma ist tot
- 1998: Frau zu sein bedarf es wenig
- 1998: Ehen vor Gericht – Cybersex und Sektenfalle
- 1998: Der Mann für alle Fälle: Die Hure Babylon
- 1998: Weißblaue Wintergeschichten (Episode 9 Der Butler / Der eiserne Besen)
- 1998: In aller Freundschaft – Kindersorgen
- 1999: Der Mann für alle Fälle: Ein ganz gewöhnlicher Totschlag
- 1999: Herz über Bord
- 1999–2001: Aus gutem Haus (Fernsehserie, 17 Folgen)
- 2000: Die Traumprinzen
- 2000: Für alle Fälle Stefanie – Das letzte Glas
- 2001: Alles wegen Paul (Kino)
- 2002: Rosamunde Pilcher: Mit den Augen der Liebe
- 2003: Im Schatten der Macht
- 2003: Alphateam – Die Lebensretter im OP (Staffel 8, Folge 16)
- 2004: Das Traumschiff – Sri Lanka
- 2004: Samba in Mettmann (Kino)
- 2004: Hallo Robbie! – Flaschenpost
- 2004: Inga Lindström – Die Farm am Mälarsee
- 2005: Großstadtrevier – Bullen-Kür
- 2005–2006: Alphateam – Die Lebensretter im OP (26 Folgen)
- 2006: Schlosshotel Orth – Zurück ins Leben
- 2006: In aller Freundschaft – Der schöne Mann
- 2006: Balko – Tod eines Fahrlehrers
- 2006: Wilsberg: Tod auf Rezept
- 2006–2008: Rote Rosen (Folgen 1–330; 381–385)
- 2008: Im Tal der wilden Rosen – Zerrissene Herzen
- 2009: Küstenwache – Duell ohne Gnade
- 2009: Da kommt Kalle – Blitzalarm
- 2009: Summertime Blues
- 2009: Unser Charly – Charly und die Eisprinzessin
- 2010–2018: Notruf Hafenkante (126 Folgen)
- 2011: Liebe ohne Minze
- 2012: 2 für alle Fälle – Manche mögen Mord
- 2016: Unter anderen Umständen – Tod eines Stalkers
- 2017: Dr. Klein – Versagen
- 2017: Kehlkopfschuss
- 2018: Solo für Weiss – Es ist nicht vorbei
- 2018: Inga Lindström – Das Geheimnis der Nordquists
- 2019: Die Spezialisten – Im Namen der Opfer – Wut
- 2019: Aktenzeichen XY … ungelöst
- 2019: Bettys Diagnose – Bekenntnisse
- 2021: Großstadtrevier – Die Freiheit
- 2021: Blutige Anfänger – Lieferstatus: tot
- 2022: SOKO Wismar – Junggesellenabschied
- 2023: SOKO Wismar – Schiff ahoi